# Ivan Snoj
Ivan Snoj (* 31. Oktober 1923 in Zagreb, Königreich Jugoslawien; † 18. September 1994 in Zagreb, Kroatien) war ein jugoslawisch-kroatischer Handballtrainer, Handballschiedsrichter, Autor und Sportfunktionär.

## Karriere
Nach dem Zweiten Weltkrieg arbeitete Snoj als Sportlehrer an einer Mittelschule und an einem Gymnasium in Zagreb. Von 1945 bis 1948 war er Mitglied des Handballkomitees der FISAH („Fiskulturnog saveza Hrvatske“) in Kroatien, von 1948 bis 1952 und von 1957 bis 1976 Mitglied verschiedener Gremien des Kroatischen Handballverbandes. Zudem wurde er Handballtrainer und -schiedsrichter. Auf Verbandsebene des Handballverbandes Jugoslawiens war er seinerzeit Mitglied des Vorstands und des Präsidiums 1949 bis 1952 und des Sachverständigenrates von 1957 bis 1976.
Ab 1951 arbeitete Snoj als Bundeskapitän der jugoslawischen Männer-Handballnationalmannschaft („Savezni kapetan jugoslavenske reprezentacije“). Er war als „Selektor“ für die Auswahl der Spieler und Trainer verantwortlich. In seine 27-jährige Tätigkeit fielen zahlreiche internationale Erfolge. Bis 1967 war er selbst als Cheftrainer tätig. Bei der ersten Teilnahme an einer Handball-Weltmeisterschaft im Jahr 1958 erreichte das Team den achten Platz von zwölf Mannschaften, 1961 den neunten von 16 Teams und 1964 den sechsten von 16 Teams. Bei der Weltmeisterschaft 1967 führte Trainer Irislav Dolenec die Auswahl auf den siebten Rang. Anschließend wurde Vlado Stenzel neuer Trainer. Unter Stenzel gewann Jugoslawien bei der Weltmeisterschaft 1970 die Bronzemedaille. Im folgenden Jahr gewann die Mannschaft den World Cup 1971 in Schweden. Den größten Triumph feierte sie mit dem Olympiasieg bei den Olympischen Spielen 1972 in München. Unter Trainer Josip Milković wurde die Auswahl Dritter bei der Weltmeisterschaft 1974. Bei den Olympischen Spielen 1976 in Montreal saß Snoj selbst wieder auf der Bank und erreichte den fünften Platz. Beim Erreichen des fünften Platzes bei der Weltmeisterschaft 1978 war Zdravko Matulić Trainer. Zudem gewann die jugoslawische Mannschaft in dieser Ära 1967 und 1975 die Mittelmeerspiele. Als Juniorennationaltrainer gewann Snoj 1977 die Bronzemedaille bei der U-21-Handball-Weltmeisterschaft der Männer.
Von 1976 bis 1984 war Snoj Mitglied der Trainer- und Methodenkommission der Internationalen Handballföderation (IHF) und von 1984 bis 1992 deren Vizepräsident. Außerdem war er für die IHF achtmal als Trainer einer Weltauswahl im Einsatz.
Als Autor veröffentlichte er zahlreiche Bücher, Analysen, Anekdoten und Cartoons aus der Welt des Handballs. Im Jahr 1974 erhielt er die Goldene Feder der Sportnachrichten, 1975 die Trophäe der FISAH, eine goldene Plakette und 1986 eine Anerkennungsurkunde für langjährige erfolgreiche Arbeit des Verbandes der Körperkulturpädagogen Jugoslawiens und Kroatiens. Snoj wurde 1994 Ehrenmitglied der IHF.